# The Getaway (album van de Red Hot Chili Peppers)
The Getaway is het elfde studioalbum van de Red Hot Chili Peppers, dat op 17 juni 2016 werd uitgebracht. Het is de opvolger van het in 2011 uitgebrachte I'm with You en is het tweede album waarop Josh Klinghoffer als leadgitarist optreedt. Het album is geproduceerd door Danger Mouse.

## Promotie
Ter promotie van het album werd op 5 mei 2016 Dark Necessities als leadsingle uitgebracht. Op 26 mei 2016 werd op het YouTube kanaal van de band de titeltrack The Getaway gereleased. Op 9 juni 2016 werd dit ook gedaan met We Turn Red. Op 16 juni 2016 werd de videoclip uitgebracht van Dark Necessities. Deze werd geregisseerd door Olivia Wilde.

## Lijst met nummers
1. "The Getaway"– 4:10
2. "Dark Necessities"  – 5:02
3. "We Turn Red" – 3:20
4. "The Longest Wave"  – 3:32
5. "Goodbye Angels"  – 4:29
6. "Sick Love"  – 3:41
7. "Go Robot"  – 4:24
8. "Feasting on the Flowers"   – 3:23
9. "Detroit"   – 3:47
10. "This Ticonderoga"  – 3:35
11. "Encore"   – 4:15
12. "The Hunter" – 4:00
13. "Dreams of a Samurai"  – 6:09

## Personeel

### Red Hot Chili Peppers
- Michael Balzary (Flea) –  basgitaar (1-11, 13), piano, achtergrondzang, trompet (12)
- Josh Klinghoffer – gitaar, basgitaar (12), keyboard, achtergrondzang
- Anthony Kiedis – zang
- Chad Smith – drums, percussie

### Sessiemuzikanten
- Brian ‘Danger Mouse’ Burton  – mellotron (3), orgel (8), synthesizer (1, 5, 6, 7, 13)
- Elton John  – piano (6)
- Mauro Refosco  – percussie (6, 7)
- Anna Waronker  – aanvullende zang (1)
- Beverley Chitwood  – zang solo (13)